# Djafer Pacha
 (mai 2022).
Si vous disposez d'ouvrages ou d'articles de référence ou si vous connaissez des sites web de qualité traitant du thème abordé ici, merci de compléter l'article en donnant les références utiles à sa vérifiabilité et en les liant à la section « Notes et références ».
 (mai 2022).
La mise en forme du texte ne suit pas les recommandations de Wikipédia : il faut le « wikifier ».
Les points d'amélioration suivants sont les cas les plus fréquents. Le détail des points à revoir est peut-être précisé sur la page de discussion.
- Les titres sont pré-formatés par le logiciel. Ils ne sont ni en capitales, ni en gras.
- Le texte ne doit pas être écrit en capitales (les noms de famille non plus), ni en gras, ni en italique, ni en « petit »…
- Le gras n'est utilisé que pour surligner le titre de l'article dans l'introduction, une seule fois.
- L'italique est rarement utilisé : mots en langue étrangère, titres d'œuvres, noms de bateaux, etc.
- Les citations ne sont pas en italique mais en corps de texte normal. Elles sont entourées par des guillemets français : « et ».
- Les listes à puces sont à éviter, des paragraphes rédigés étant largement préférés. Les tableaux sont à réserver à la présentation de données structurées (résultats, etc.).
- Les appels de note de bas de page (petits chiffres en exposant, introduits par l'outil «  Source ») sont à placer entre la fin de phrase et le point final[comme ça].
- Les liens internes (vers d'autres articles de Wikipédia) sont à choisir avec parcimonie. Créez des liens vers des articles approfondissant le sujet. Les termes génériques sans rapport avec le sujet sont à éviter, ainsi que les répétitions de liens vers un même terme.
- Les liens externes sont à placer uniquement dans une section « Liens externes », à la fin de l'article. Ces liens sont à choisir avec parcimonie suivant les règles définies. Si un lien sert de source à l'article, son insertion dans le texte est à faire par les notes de bas de page.
- La présentation des références doit suivre les conventions bibliographiques. Il est recommandé d'utiliser les modèles {{Ouvrage}}, {{Chapitre}}, {{Article}}, {{Lien web}} et/ou {{Bibliographie}}. Le mode d'édition visuel peut mettre en forme automatiquement les références.
- Insérer une infobox (cadre d'informations à droite) n'est pas obligatoire pour parachever la mise en page.

Pour une aide détaillée, merci de consulter Aide:Wikification.
Si vous pensez que ces points ont été résolus, vous pouvez retirer ce bandeau et améliorer la mise en forme d'un autre article.
Régent d'Alger de 1580 à 1582, Djafer Pacha assure dans des conditions difficiles un bref "intérim" entre deux épisodes où la régence d'Alger est tenue par Hassan Vénéziano. 
Sa tâche est de rétablir l'ordre après les révoltes déclenchées par les exactions de Veneziano. De Grammont, décrit ainsi son action :
« Sur ces entrefaites, Djafer-Pacha arriva à Alger pour y rétablir l'ordre, soit que le sultan ait été ému des plaintes des habitants, soit qu'Euklj- Ali, alors occupé en Géorgie, ait eu besoin des services de son lieutenant, qui s'embarqua au mois de septembre pour aller le rejoindre. »
« Djafer était un vieil eunuque, très aimé du sultan, qui lui avait confié plusieurs postes importants entre autres le pachalik de Hongrie, où il purgea le pays du brigandage, et acquit la réputation de grand justicier, dont il ne démérita pas dans ses nouvelles fonctions. Il envoya tout d'abord la milice en campagne, pour calmer la sédition, et réduire les indigènes à l'obéissance ; les Baldis rassurés repeuplèrent la ville, où de sages mesures ramenèrent l'abondance. »
Djafer Pacha est appelé à d'autres fonctions en 1582, remplacé brièvement par Qa`id Ramadan, puis Hassan Vénéziano reprend à nouveau le pouvoir.